# Эль-Маджмаа
Эль-Ма́джмаа (араб. المجمعة‎) — город в Саудовской Аравии, в регионе Неджд, к северо-западу от Эр-Рияда, к югу от Эз-Зильфи, к северу от Шакры, у северо-восточного подножья куэстовой гряды Тувайк. Центр исторического региона Судайр. Административный центр мухафазы Эль-Маджмаа административного района Эр-Рияд.
В городе расположен Университет Эль-Маджмаа.